# 陳鑑
陳 鑑（ちん かん、生没年不詳）は、明代の官僚。字は貞明。本貫は瑞州府高安県。

## 生涯
1427年（宣徳2年）、進士に及第し、行人に任じられた。正統年間、監察御史に抜擢された。順天巡按として出向した。陳鑑は北京の風俗が薄情な理由として、仏教を過信していること、葬儀を営んで家を破産させること、服飾や食事が華美なこと、歌舞雑技の芸人が活動していること、賭博の風習があることの5つを挙げて言上した。陳鑑の上奏文は礼部に下されたが、施策は阻まれて行われなかった。
貴州巡按に転じた。ときに麓川の首長の思任発の子の思機発が王驥に敗れて孟養に逃れ、たびたび北京の朝廷に上書して謝罪し、通貢を願い出たが、英宗は許可しなかった。1448年（正統13年）、王驥の率いる明軍が思機発を討つべく遠征した。雲南・貴州の軍民は疲弊し、苗族が機に乗じて反乱を扇動し、福建で鄧茂七の乱が起こるなど、各地は混乱していた。北京の朝臣たちは雲南遠征がよくないと知っていたが、劉球が王振に逆らって冤罪死した事件に懲りて、あえて諫める者もなかった。1449年（正統14年）1月、陳鑑は思機発が遠方に逃亡しており、辺境の患いにはならないため、雲南の守臣に掃討を任せればよく、中央の禁軍に遠征の労を取らせるには及ばないと上奏した。王振は怒り、陳鑑を雲南参議に転出させ、騰衝の反乱軍の招諭に赴かせることにした。ほどなく王振はかつて陳鑑が貴州巡按をつとめていたとき、四川の播州宣慰司を貴州に転属させるよう請願したことを陳鑑の罪として、兵部にこれを弾劾させ、死刑を論告して獄に繋いだ。景泰帝が即位すると、陳鑑は赦免された。ほどなく河南参議に転じた。のちに致仕して帰郷し、死去した。